# بينج بو
بينج بو (بالصينية: 彭勃) هو غطاس صيني، ولد في 18 فبراير 1981 في نانتشانغ في الصين.

## وصلات خارجية
- بينج بو على موقع الاتحاد الدولي للسباحة (الإنجليزية)
- بينج بو على موقع قاعدة بيانات الغوص IAT (الألمانية)
- بينج بو على موقع قاعة مشاهير السباحة العالمية (الإنجليزية)
- بينج بو على موقع اللجنة الأولمبية الدولية (الإنجليزية)
- بينج بو على موقع أوليمبيديا (الإنجليزية)
- بينج بو على موقع اللجنة الأولمبية الصينية (الإنجليزية)